# Centro de educación ambiental El Campillo
El Centro de Educación Ambiental El Campillo es un centro de Naturaleza y huertos didácticos de 4 hectáreas de extensión que se encuentra junto a la  Laguna del Campillo en el municipio de Rivas-Vaciamadrid dentro de la comunidad autónoma de Madrid, España. 
Es uno de los centros con los que cuenta la Red de Centros de educación ambiental de la Comunidad de Madrid distribuidos por toda la Comunidad de Madrid. 

## Localización
Se encuentra en el término municipal de Rivas-Vaciamadrid, en la zona sureste de la Comunidad de Madrid, en el Parque Regional del Sureste.
Centro de Educación Ambiental El Campillo, Ctra. N III, km 19, 28529 Rivas-Vaciamadrid - Madrid
Planos y vistas satelitales.40°20′22″N 3°31′5″O / 40.33944, -3.51806
Horarios: martes, miércoles, jueves y viernes, de 10 a 15h; Sábados, domingos y festivos de 10 a 18 h. Teléfono atención y reservas: 91 276 03 07
Se llega al Centro por un sendero de 1,5 km desde el aparcamiento, o también en Metro (línea 9, estación Rivas-Vaciamadrid) y en autobús (líneas 311, 311A y 312A desde Conde de Casal, parada Puente de Arganda).

## Recursos
Situado en las afueras del casco urbano, en el borde de la laguna "El Campillo" la pared frontal del edificio está acristalada permitiendo contemplar una extensa panorámica de la laguna y los cerros yesíferos que se extienden frente al edificio
En la parcela circundante, de unas 3 ha, algunas áreas temáticas se dedican a los distintos usos del territorio desde tiempos antiguos. El "Huerto didáctico Caracol", donde los bancales de cultivo tienen forma espiraloide, donde pueden circular las sillas de ruedas de los discapacitados. Se creó con el fin de recuperar el legado histórico y cultural del valle del Jarama, donde se practicó la agricultura desde la Prehistoria, y a la vez pretende incorporar en él conocimientos y tecnologías actuales relacionadas con la agricultura ecológica y el ahorro de agua, la utilización de energías alternativas, la reducción y reutilización de residuos y la recuperación de algunos cultivos tradicionales de hortalizas, plantas medicinales y tintóreas.
Los cultivos se hacen en una rotación de 4 años. Las hortalizas se cultivan con la técnica de "paredes en crestall" que permiten un ahorro considerable de agua. Otros bancales que quedan fuera de la rotación de las hortalizas acogen cultivos permanentes típicos de esta zona madrileña (fresas, alcachofas, espárragos), cultivos tradicionales adaptados al clima de la zona (variedades locales de cereal) o plantas tintóreas (Isatis tinctoria,…) caídas en desuso, o plantas representativas del Parque Regional del Sureste donde se ubica el Centro (limonio de los yesos, esparto…), que aunque no son cultivos, complementan la función educativa de huerto. Todo ello rodeado de frutales: ciruelos, granados, higuera, manzanos… 
Además cuenta con Aula, Sala de audiovisuales, Exposiciones temporales, Biblioteca.
El Centro es accesible para personas con movilidad reducida.

## Actividades
El centro de naturaleza organiza talleres, visitas temáticas, ocio de familias, y sendas por los alrededores.
Las actividades son gratuitas pero es necesario reservar plaza con antelación en el teléfono 91 276 03 07 http://www.comunidad.madrid/